# Sirnasari (Surade)
Sirnasari is een bestuurslaag in het regentschap Sukabumi van de provincie West-Java, Indonesië. Sirnasari telt 5385 inwoners (volkstelling 2010).